# Keshavara
Keshavara ist ein Musikprojekt, welches 2016 als Solo-Projekt des deutsch-indischen Musikers, Produzenten und Entertainers Keshav Purushotham begann. Zur aktuellen Stammbesetzung gehören Keshav Purushotham, Niklas Schneider, Christopher Martin und Benedikt Filleböck. Keshavara veröffentlichen Musik auf Keshav Purushothams und Steffen Wilmking’s Plattenlabel Papercup Records.

## Geschichte
Keshavaras Geschichte begann 2013 während einer vom Goethe-Institut organisierten Künstlerresidenz in Chennai, Südindien. Keshav Purushotham nutzte den Aufenthalt als Inspirationsquelle für das Debütalbum Keshavara. Das Debütalbum Keshavara wurde 2016 auf dem Plattenlabel Papercup Records veröffentlicht. Es folgten Single- und EP-Veröffentlichungen, u. a. Creators of Rain, Kabinett der Phantasie, New Jack, Pineapple Meditation und Tableau Vivant. Im Juni 2024 erschien Keshavaras drittes Album III.
Unter dem Titel „Kabinett der Phantasie“ richten Keshavara monatlich eine Radiosendung auf dem Online-Radiosender „dublab.de“ aus.
Keshavara wurde 2020 mit dem popNRW-Preis in der Kategorie „Outstanding Artist“ ausgezeichnet.

## Kabinett der Phantasie
Mit dem Kabinett der Phantasie erschlossen sich Keshavara ein neues Format, welches als großangelegte Vorstellung mit Elementen der Tanzperformance und Show-Moderation die klassische Konzertebene auf ein abendfüllendes Ereignis erweitert. Neben den Bandmitgliedern sind die Tänzer Sophia Seiss und Kelvin Kilonzo sowie der Zauberkünstler Omi Teil des Ensembles. In Gastauftritten wirkten u. a. Anikó Kanthak, Mirka Ritter, Viktor Rosengrün und Ramesh Shotham.
Korrespondierend zur gleichnamigen Show wird 2021 ein Kurzfilm veröffentlicht, der auf Filmfestivals zu sehen sein wird.

## Auszeichnungen
- 2020: Pop NRW Preis in der Kategorie „Outstanding Artist“

## Diskografie
Alben
- 2016: Keshavara
- 2021: Kabinett der Phantasie
- 2024: III

EPs
- 2018: Creators of Rain
- 2020: Pineapple Meditation

Singles und Musikvideos
- 2016: It’s Raw
- 2016: The Man Who Tried to Kill the Moon
- 2016: Creators of Rain
- 2017: Introducing Lil Walter
- 2018: Kabinett der Phantasie
- 2018: Cybertrump
- 2019: Meerschaum Pipe Raga
- 2019: New Jack
- 2020: Popcorn Mind
- 2020: Snake Jam
- 2021: Ayukah
- 2021: Satori
- 2021: Manjula Mantra
- 2022: Elephant Express
- 2024: Fata Sonata
- 2024: Sun Cats
- 2024: Deewana Deewana
- 2024: Indische Götter Im Sauerland featuring Sahana Naresh
- 2024: Der Spiegelmann

Musikfilm
- 2021: Kabinett Der Phantasie